# 火星的地下水

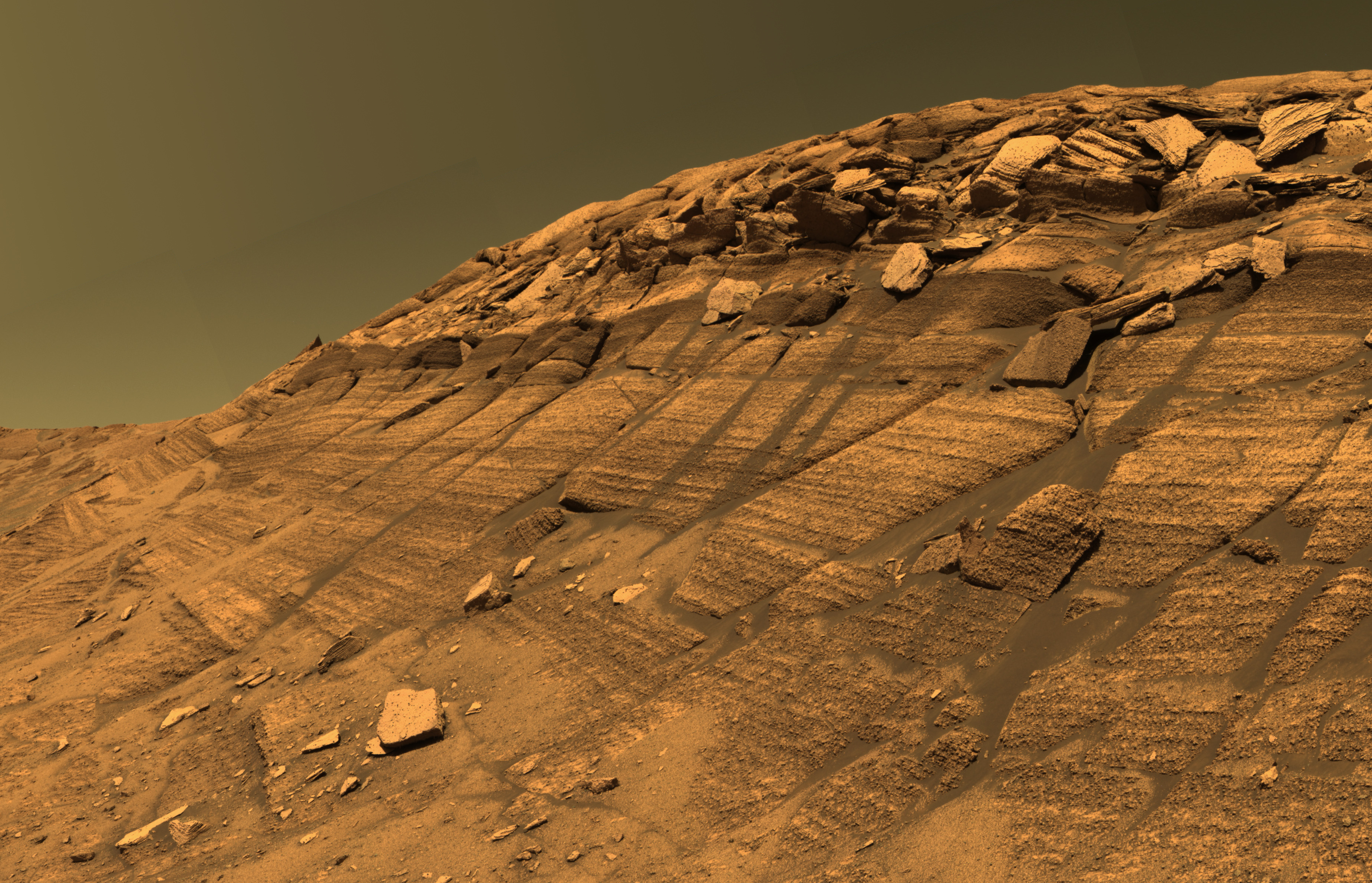
坚忍撞击坑中伯恩斯悬崖上风成沙丘地层的保存和胶结被认为受控于浅层地下水流的作用。

在过去的岁月里，尤其是在诺亚纪和早赫斯珀里亚纪年代，火星上曾有过降雨和降雪，一些液态水渗入地下形成含水层，也即抵达无法再往下渗透的地层（这种地层称为不透水层），随后积聚形成饱和层，这些深层含水层迄今可能依然存在。

## 概述
研究人员发现，火星上分布着一层遍布全球的地下水系统，并且由于地下水的作用，产生出一些突出的特征。当地下水上涨到地表或接近地表时，各种矿物质会沉积下来，而这些沉积物将会胶结在一起。其中的一些硫酸盐矿物可能是水溶解出地下岩石中的硫，在与空气接触后氧化产生的。当水在含水层内漫流时，就会流经可能含有硫的火成玄武岩。
在含水层中，水溢满了岩石颗粒之间的开放空间（孔隙），这一含水层将会扩散开来，最终遍及火星表面的大部分区域。含水层的顶部称为地下水位，计算表明，火星上的地下水位曾一度低于地表600米。
2019年9月，“洞察号”探测车侦测到无法解释的磁脉冲和磁振荡，这与存在全球性地下深层液态水储层的情况相一致。
研究人员得出结论，盖尔撞击坑经历过多次地下水涌出，地下水化学发生了变化，这些化学变化将能维持生命。

## 层状地形

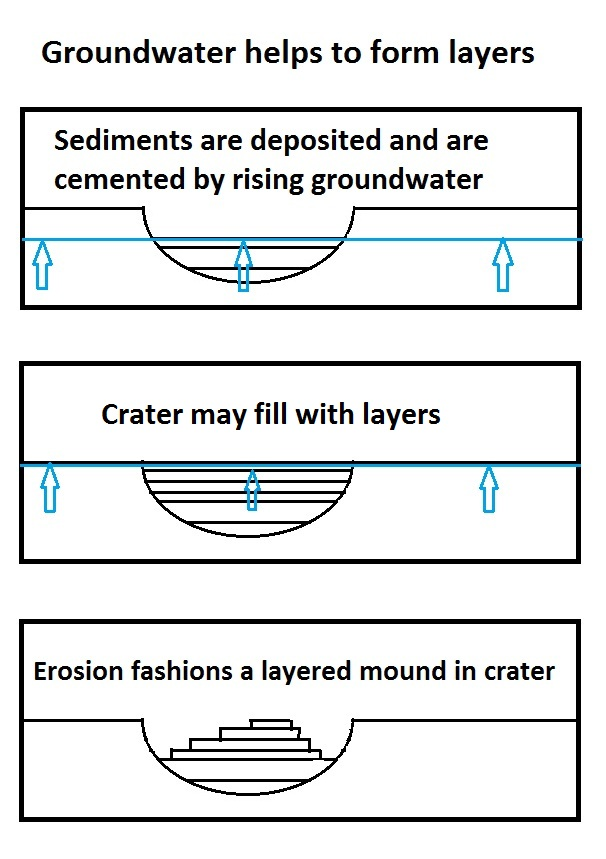
地层可能是由地下水上升沉积的矿物和胶结沉积物所形成，因此，硬化层更能抵抗侵蚀，这一可能发生的作用取代了在湖泊下形成的地层。

这颗红色星球上的部分地区显示出成群的层状岩石，岩层存在于底座形撞击坑的耐侵蚀盖层下、许多大型撞击陨坑的坑底以及阿拉伯区，在一些地方，这些岩层排列成规则的图案。据认为这些岩层是由火山、风所形成或形成于湖底或海底。计算和模拟表明，携带溶解矿物的地下水会在有大量岩层的同一位置出现。根据这些想法，深谷和大型陨坑中都会有来自地下的水。火星阿拉伯地区的许多陨坑都含有一系列的岩层，但其中一些可能是气候变化造成的。
火星自转轴的倾角在过去一再发生改变，而且有时变动很大。由此造成的气候变化，使火星大气层有时会很厚，能含有更多的水分。大气中的尘埃量也会发生增减。据信，这些频繁的变化有助于在陨坑和其他低洼处沉积物质。富含矿物质的地下水的上涨使这些物质变得更加坚硬。模型还预测，在陨石坑堆满层状岩石后，陨石坑周边区域还会形成额外的岩层。因此，该模型预测，陨坑之间的区域也可能形成岩层，现已在这些区域观察到了分层。
地层可以通过地下水的作用而硬化，火星地下水可能流动了数百公里，在这一过程中，它溶解了所穿过岩石中的很多矿物质。当地下水出现在堆积着沉积物的低洼地区时，会在稀薄的大气中很快蒸发，并留下矿物质作为沉积物和/或胶结剂。由于尘埃层被粘合在了一起，因此，以后不会被轻易侵蚀掉。在地球上，富含矿物质的水经常蒸发形成各种盐类和其他矿物的大型矿床。有时穿过地球含水层的水流会在地表蒸发，就像火星上推测的情况一样。地球上发生这种情况的一个地方是澳大利亚的大自流盆地。在地球上，许多沉积岩，如砂岩的硬度主要取决于水通过时所产生的胶合作用。 
2019年2月，欧洲科学家公布了一个古老的全球性地下水系统地质证据，可以说，该系统与假定的浩瀚海洋相关联。

## 克罗姆林陨击坑中的岩层

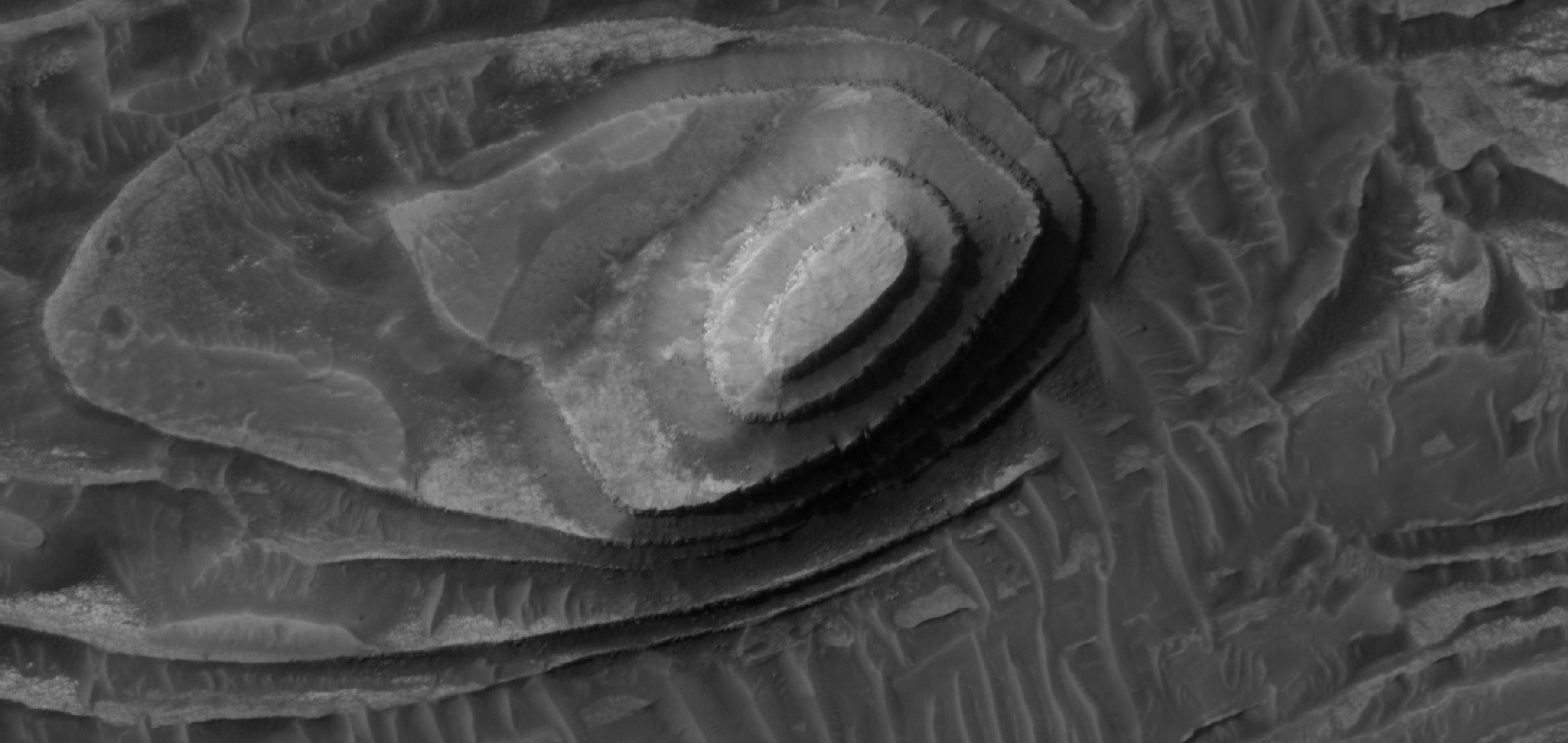
HiWish计划下高分辨率成像科学设备显示的奥克夏沼区克罗姆林陨击坑内的孤丘。
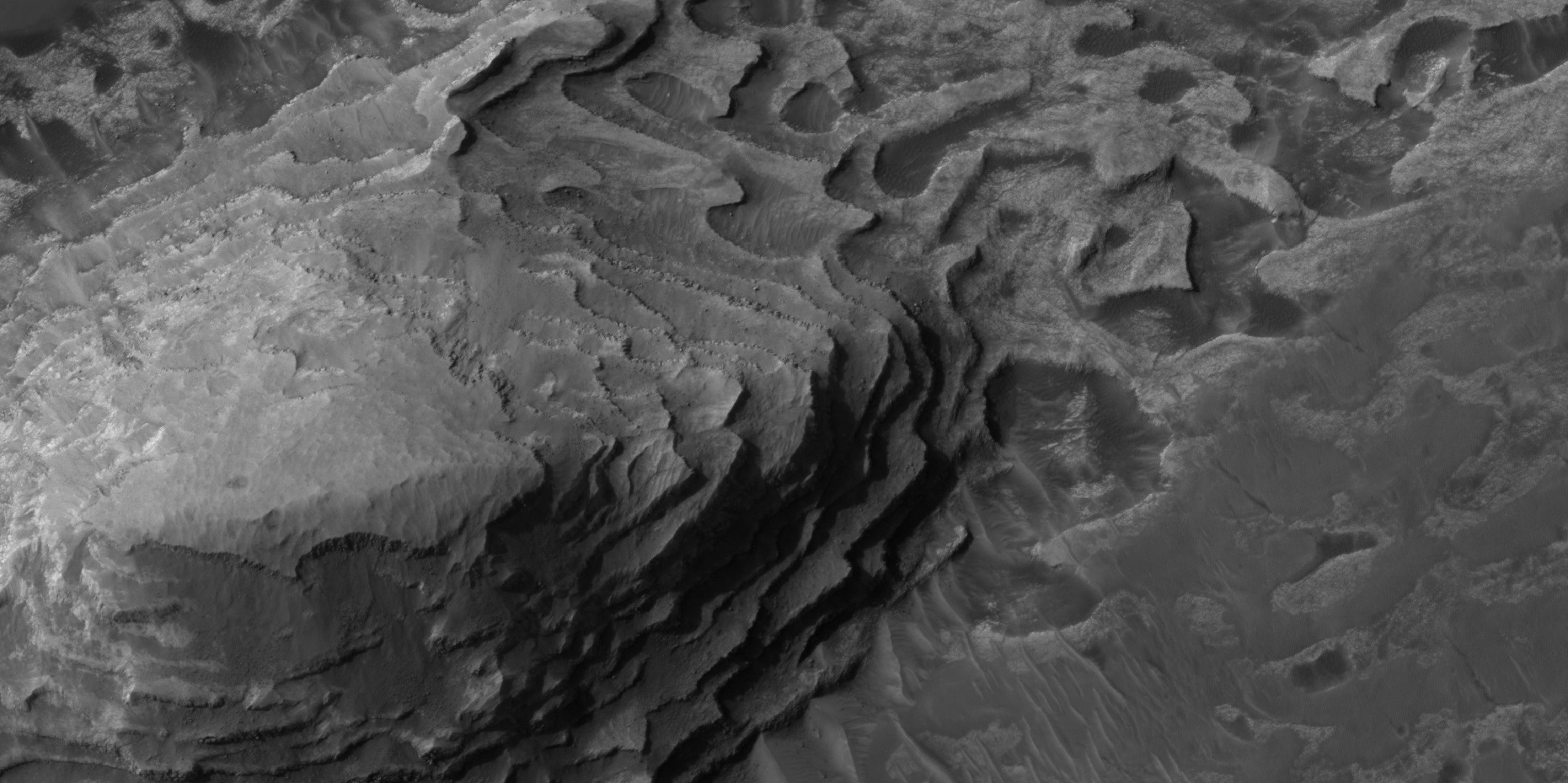
HiWish计划下高分辨率成像科学设备显示的奥克夏沼区克罗姆林陨击坑内的岩层。
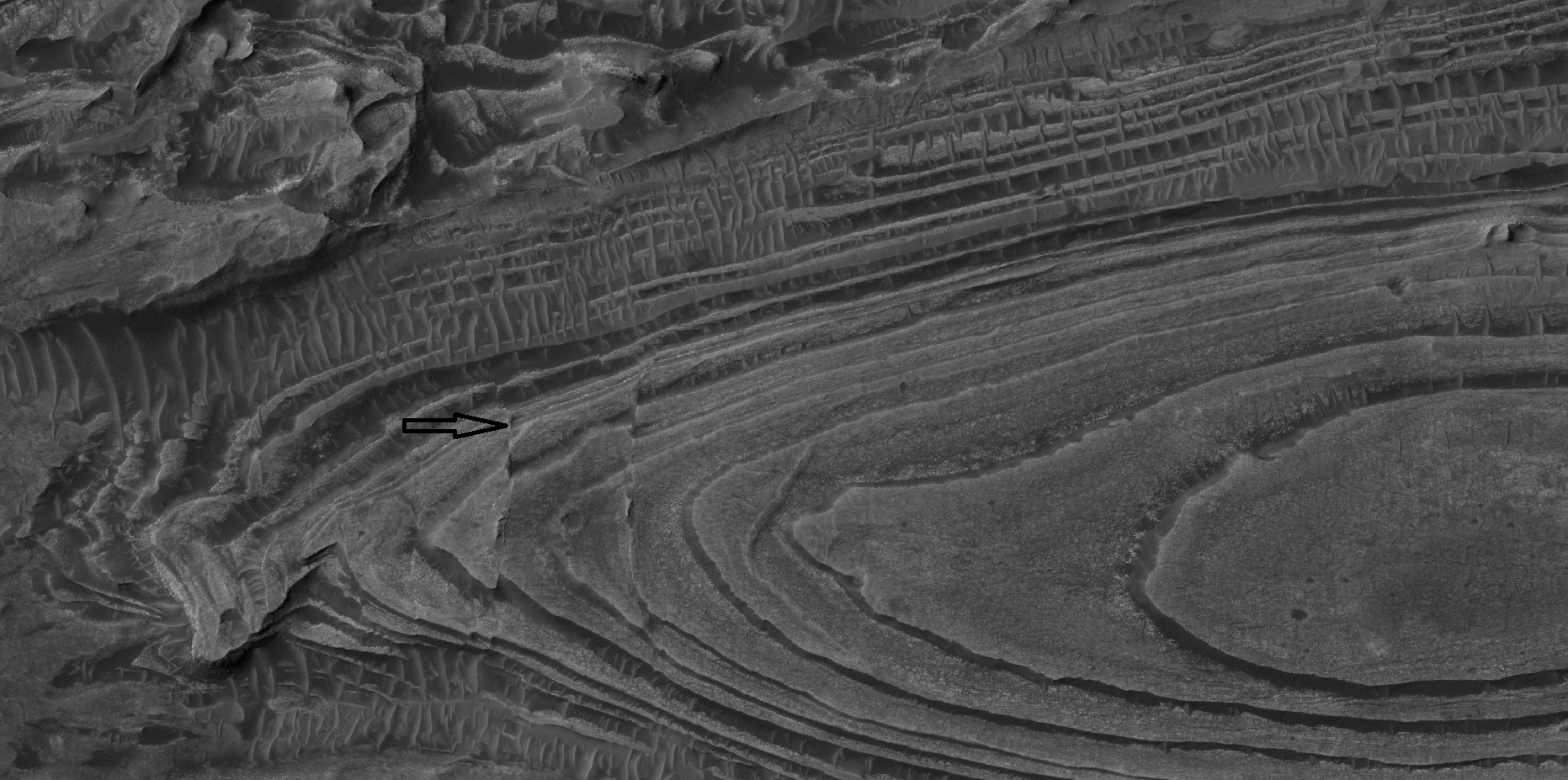
HiWish计划下高分辨率成像科学设备显示的奥克夏沼区克罗姆林陨击坑内的岩层，箭头指示了断层位置。

## 丹尼尔森陨击坑的岩层

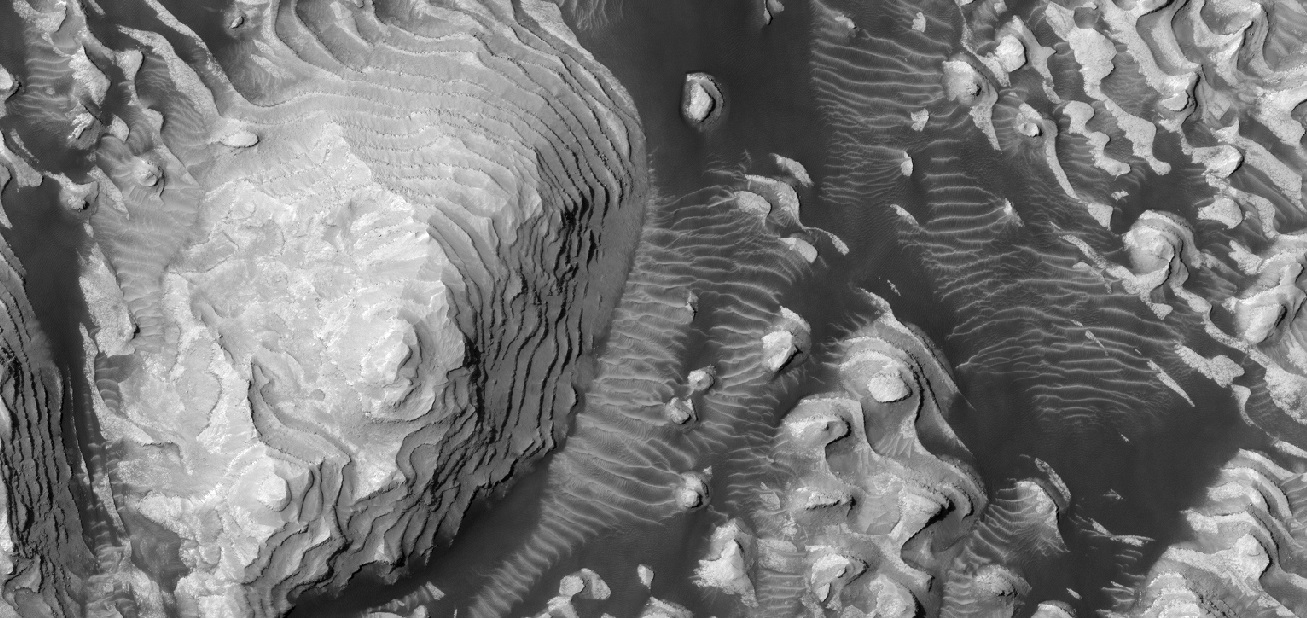
HiWish计划下高分辨率成像科学设备显示的丹尼尔森陨击坑地面上的层状土墩。
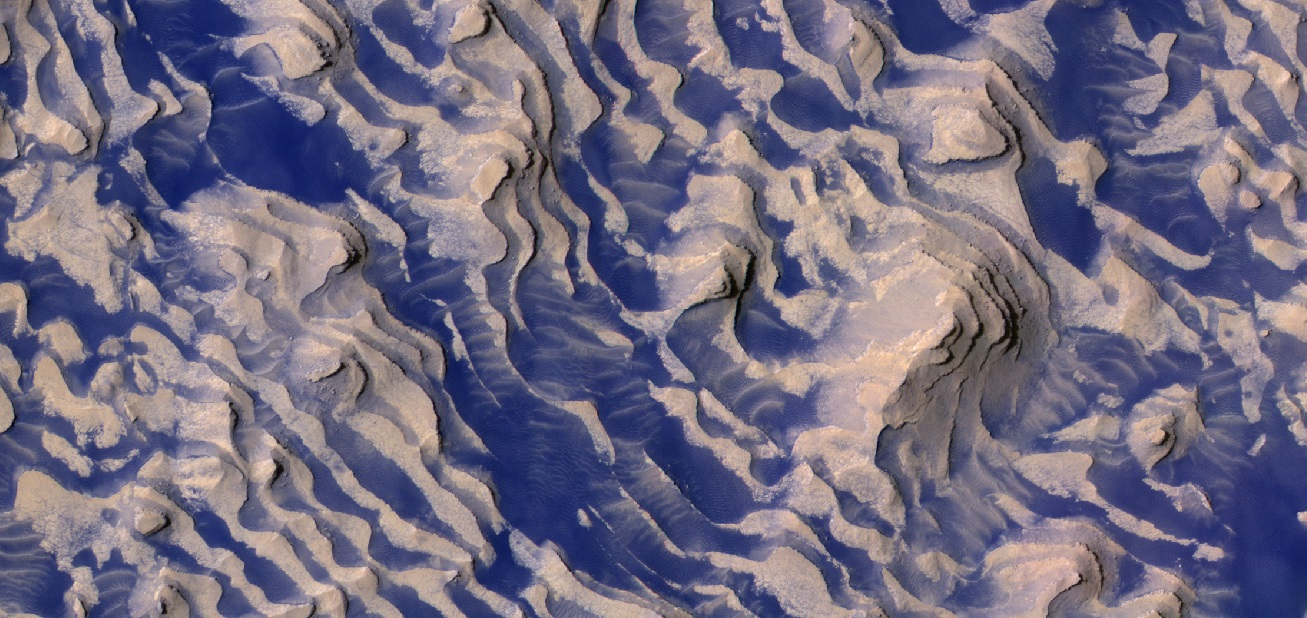
HiWish计划下高分辨率成像科学设备拍摄到的丹尼尔森陨击坑地面上的岩层和深色尘埃彩色近景图。
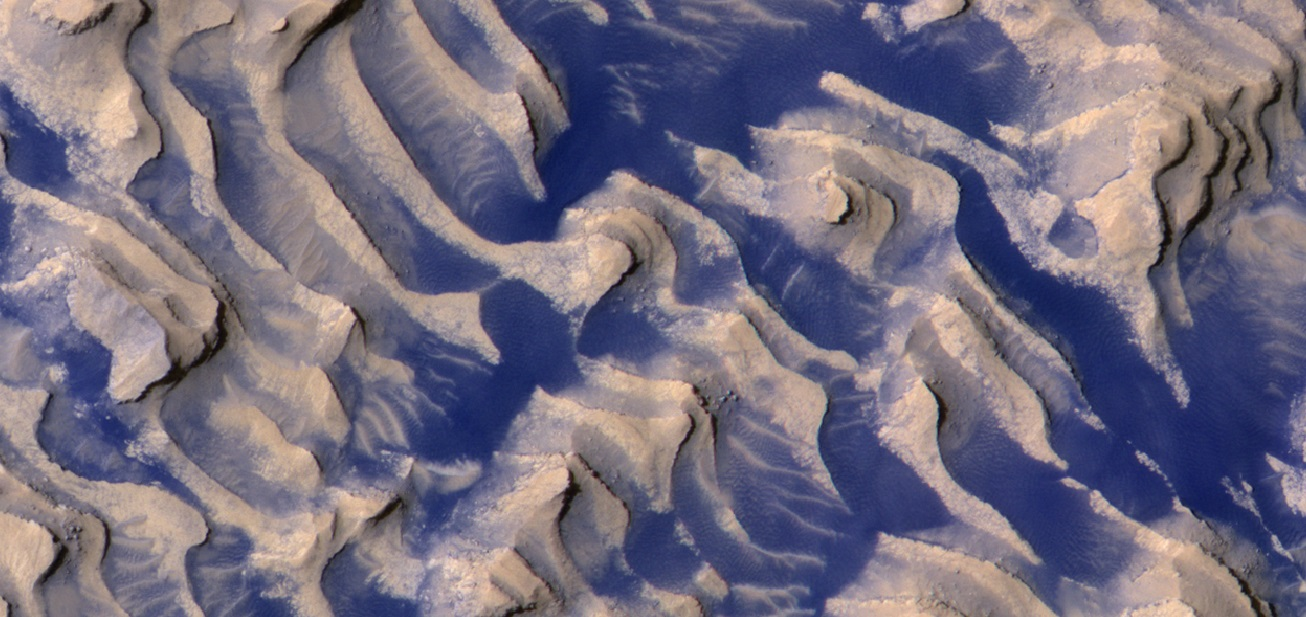
HiWish计划下高分辨率成像科学设备拍摄的丹尼尔森陨击坑地面上的岩层和深色尘埃彩色近景图，在图像中可看到巨石。
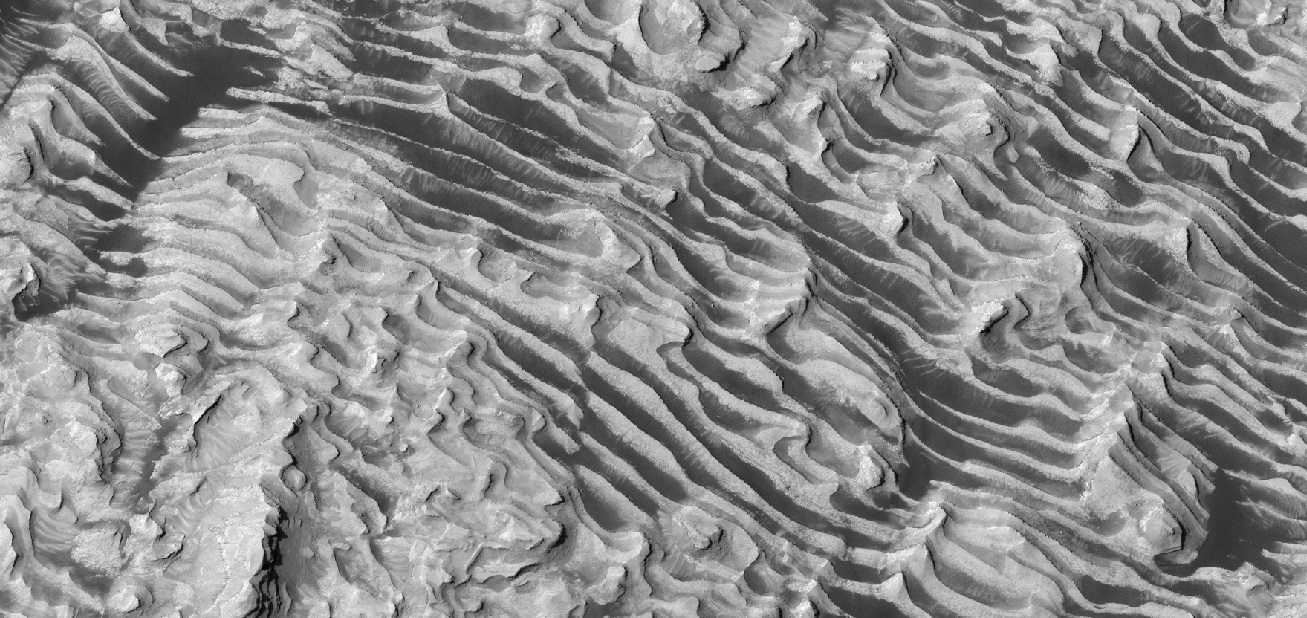
HiWish计划下高分辨率成像科学设备拍摄的丹尼尔森陨击坑底部岩层近景，在图中可看到一些断层。
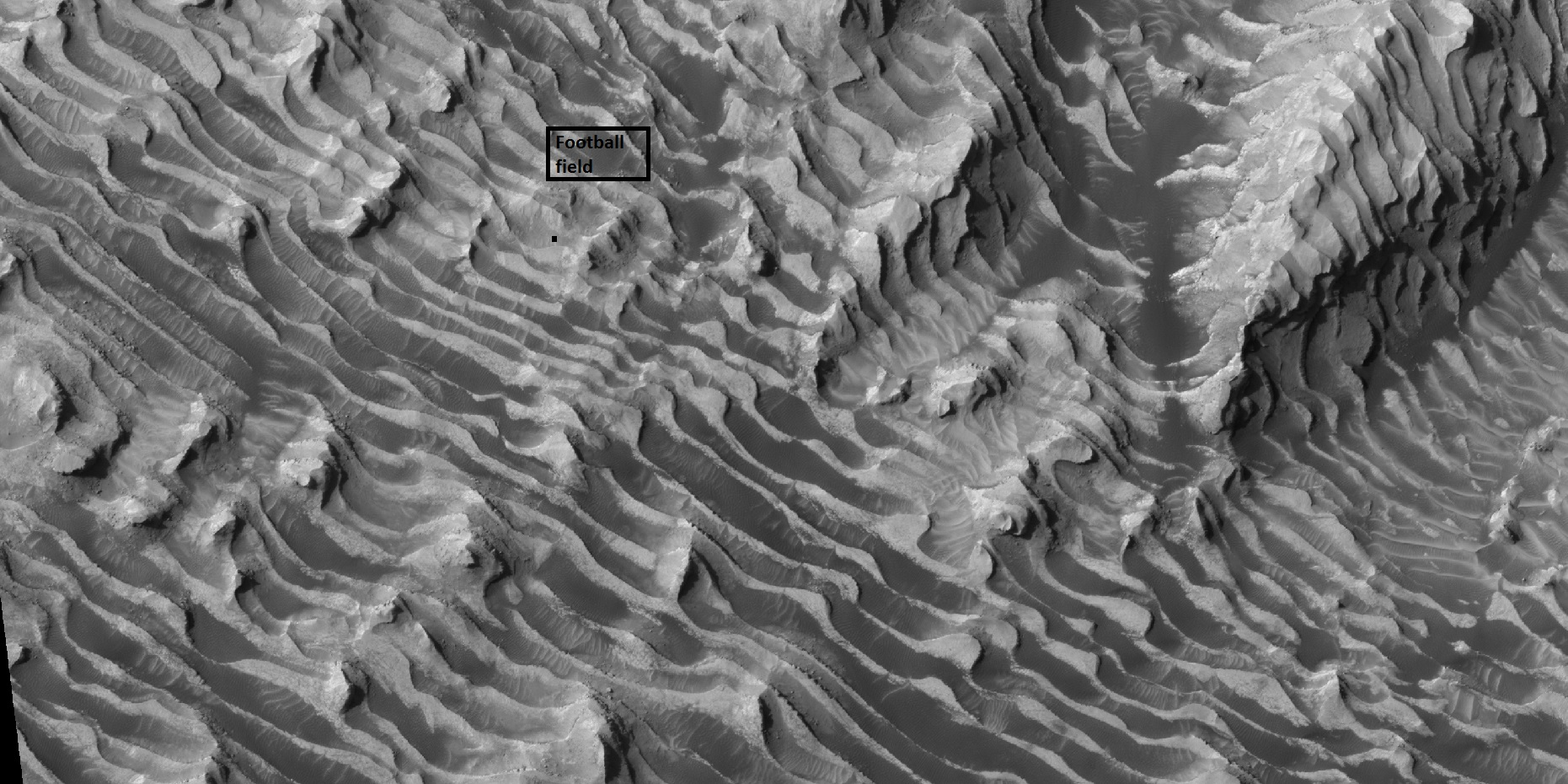
HiWish计划下高分辨率成像科学设备显示的丹尼尔森陨击坑放大图。方框代表足球场大小的区域。
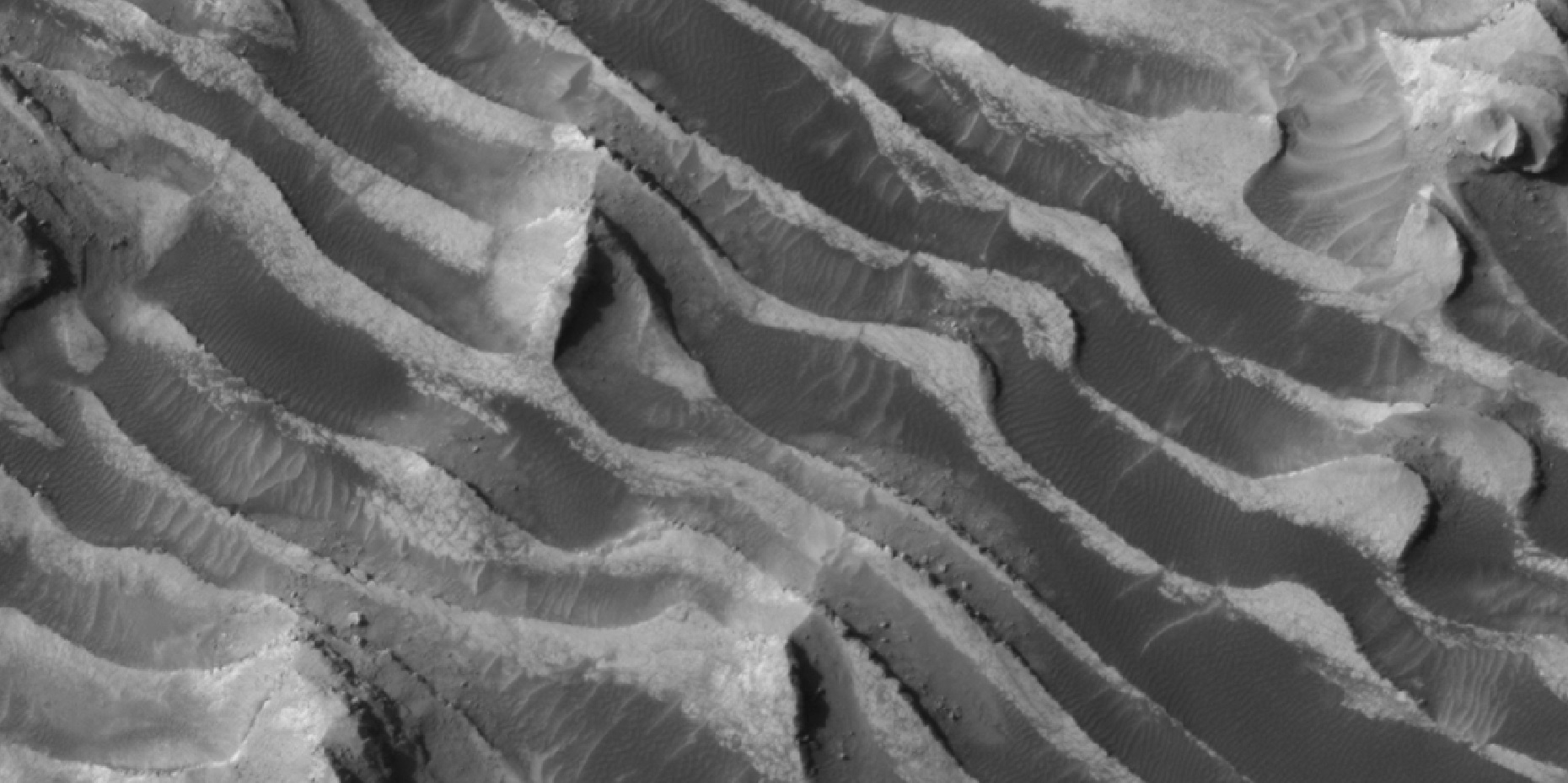
HiWish计划下高分辨率成像科学设备显示的丹尼尔森陨击坑岩层特写图，可看到巨砾和黑色沙粒。

## 倒转地形
火星上许多地区显示出倒转地形，在这些地方，以前的溪流河道显示为凸起的河床，而非溪谷。当古河道被耐侵蚀材料填满时，就会形成凸起的河床。当后来的侵蚀去除掉周围松软的材料后，则留下了沉积在河床中抗侵蚀力更强的材料。熔岩是一种可沿着河谷往下流淌，并形成这种倒转地形的物质，但当松散的材料被矿物质胶结时，也会变得非常坚硬和耐侵蚀，这些矿物质可能来自地下水。人们认为，像河谷这样的低地区会聚集地下径流，因此更多的水和胶结物将进入其中，从而导致更大程度的胶结。
然而，在没有地下水胶结的情况下，也可能发生地形倒转。如果某处地表被风侵蚀，则必然的侵蚀度差别仅需简单地由松散沉积物粒度的变化来产生。例如，风可以带走沙子，但不能刮走卵石，因此，如果最初被较细沉积物围绕的河床上积满了鹅卵石，即使它们没有胶结，也可能会形成倒转的山脊，这种效应已在佐伯陨击坑内的河道中得到印证。
在火星陨石坑中，坑底分布有众多岩层的地方通常都会有倒转地形。

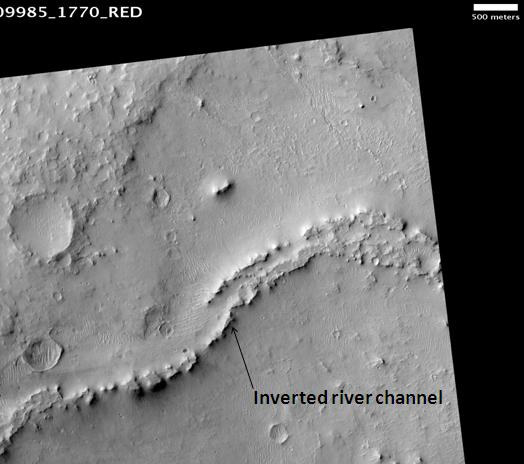
高分辨率成像科学设备显示的宫本撞击坑中的倒转河道，比例尺长500米。
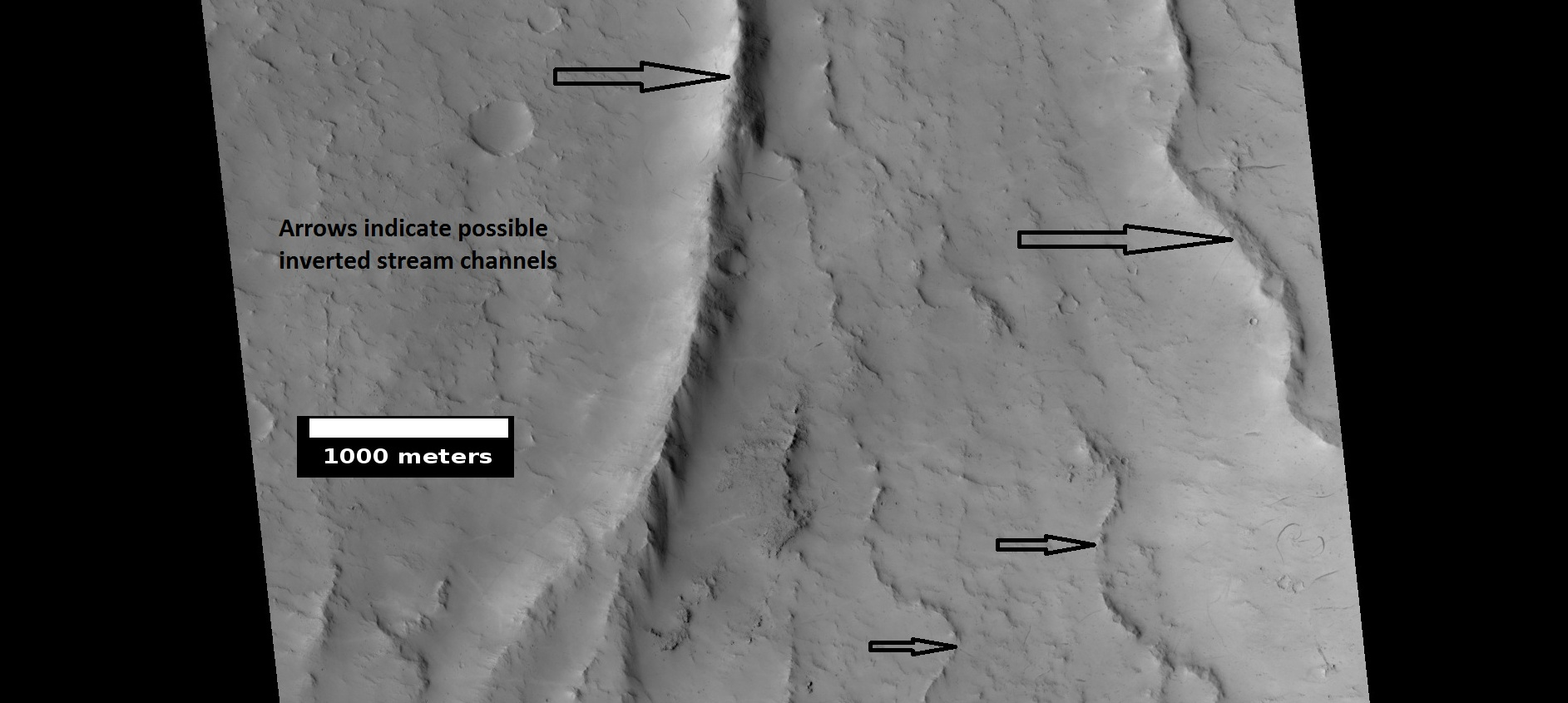
HiWish计划下高分辨率成像科学设备亚马逊区拍攝的倒转河道。該山脊可能曾是河道，但已被沉积物填满並胶结，因此足以抵抗侵蚀，而周围的物质则都被侵蚀剥离。
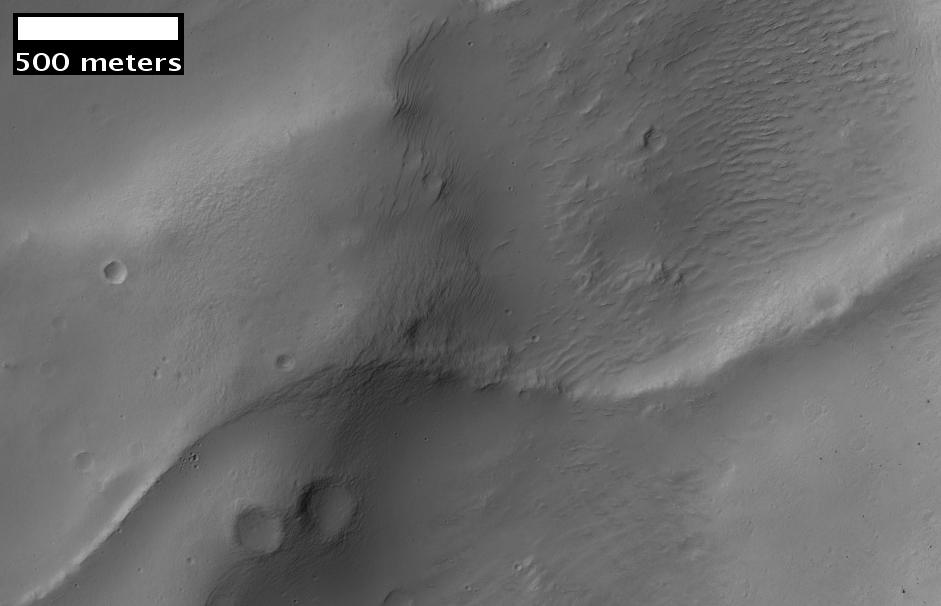
图像中蜿蜒的山脊可能是古河道形成的倒轉地形。

## 地下水上涌的证据
发往火星的航天器提供了大量证据，证明地下水是造成火星上许多岩层的主要原因。机遇号探测车使用精密仪器研究了一些地区，结果表明，地下水曾反复涌出到地表。水多次进入地表的证据包括赤铁矿结核（称为“蓝莓石”）、胶结沉积物、蚀变沉积物以及形成的晶体碎屑或骸晶

。要形成骸晶，溶解的矿物需先沉积为矿物晶体，以后当更多的水到达地表时，晶体被溶解，但晶体的形状仍然可以辨认出来。
当机遇号行进在火星表面时，在许多地方发现了赤铁矿和硫酸盐，因此，确如模型所预测那样，相同类型的沉积物普遍分布于各地。

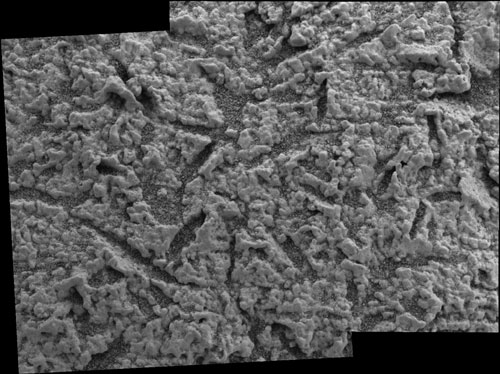
正如机遇号探测车所看到的那样，岩床中有曾存在过晶体的孔洞（空穴），但后来晶体溶解，这些孔穴保留了原来晶体的形状。

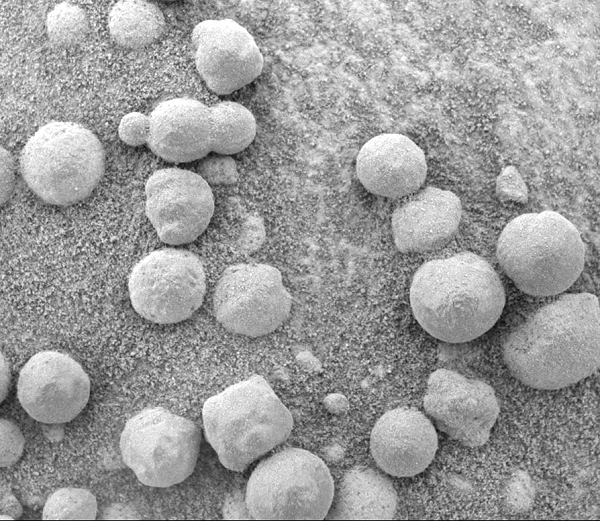
鹰撞击坑岩石露头上的“蓝莓石”（赤铁矿球），注意左上角合并在一起的三联体。

轨道探测器显示机遇号周围的岩石类型广泛存在于包括阿拉伯区在内的一个非常大的区域中，该区域面积约与欧洲一样大。火星勘测轨道飞行器上的紧凑型火星侦察成像光谱仪在地下水上涌模型预测的许多地点都发现了硫酸盐，包括阿拉伯区中的一些地区。该模型预测了水手峡谷中的沉积物，现已观察到这些沉积物并发现其中含有硫酸盐。
在其他预计有涌出水流的地点，例如混沌地形区和与大型溢出河道有关的峡谷中，也发现了硫酸盐。 
岩层也出现在“地下水在地表蒸发模型”所预测的地点类型中，它们由火星全球探勘者号和搭载在火星勘测轨道飞行器上的高分辨率成像科学设备所发现。在机遇号降落地点周围以及阿拉伯区附近观察到了分层现象。底形座撞击坑岩盖下的地面有时会显示出许多分层。底形座撞击坑的岩盖保护了下方的地层免受侵蚀。普遍认为的是，现在仅发现于底形座撞击坑冠岩下的物质以前曾覆盖了整个地区。因此，底形座撞击坑下方可见的岩层曾经遍布整个区域。         
一些陨坑中分布有高出坑沿之上的层状土丘，盖尔撞击坑和克罗姆林陨击坑就是两座拥有大型土丘的陨石坑。根据该模型推测，这些高高的土丘是由先填满陨坑，然后继续在周围区域堆积的地层形成，后来的侵蚀剥离了陨坑周围的物质，但在陨坑内留下了一座高过坑沿的土丘。
请注意，尽管该模型预测上涌水流和蒸发应在其他地区（北部低地）产生出岩层，但这些地区并未显示，因为这里的岩层形成于很久以前的早赫斯珀里亚纪时代，因此，被后来的沉积物掩埋了。
2019年2月，一组欧洲科学家描述了深坑中地下水形成湖泊的有力证据。所检查的陨石坑没有显示有入口或出口，因此，湖水应该来自地下。这些陨石坑的坑底大都约位于火星“海平面”以下4000米处，坑底的地貌和矿物只有在有水的情况下才能形成，其中一些特征是三角洲和台阶地。这些被研究过的陨石坑包括有奥亚马、佩蒂特、萨根、汤博、麦克劳克林、杜·马瑟雷、 尼克尔森、莫哈韦、居里和瓦胡等，似乎只要一座撞击坑足够深，水就会从地下涌出，形成一座湖泊。

## 底座形撞击坑

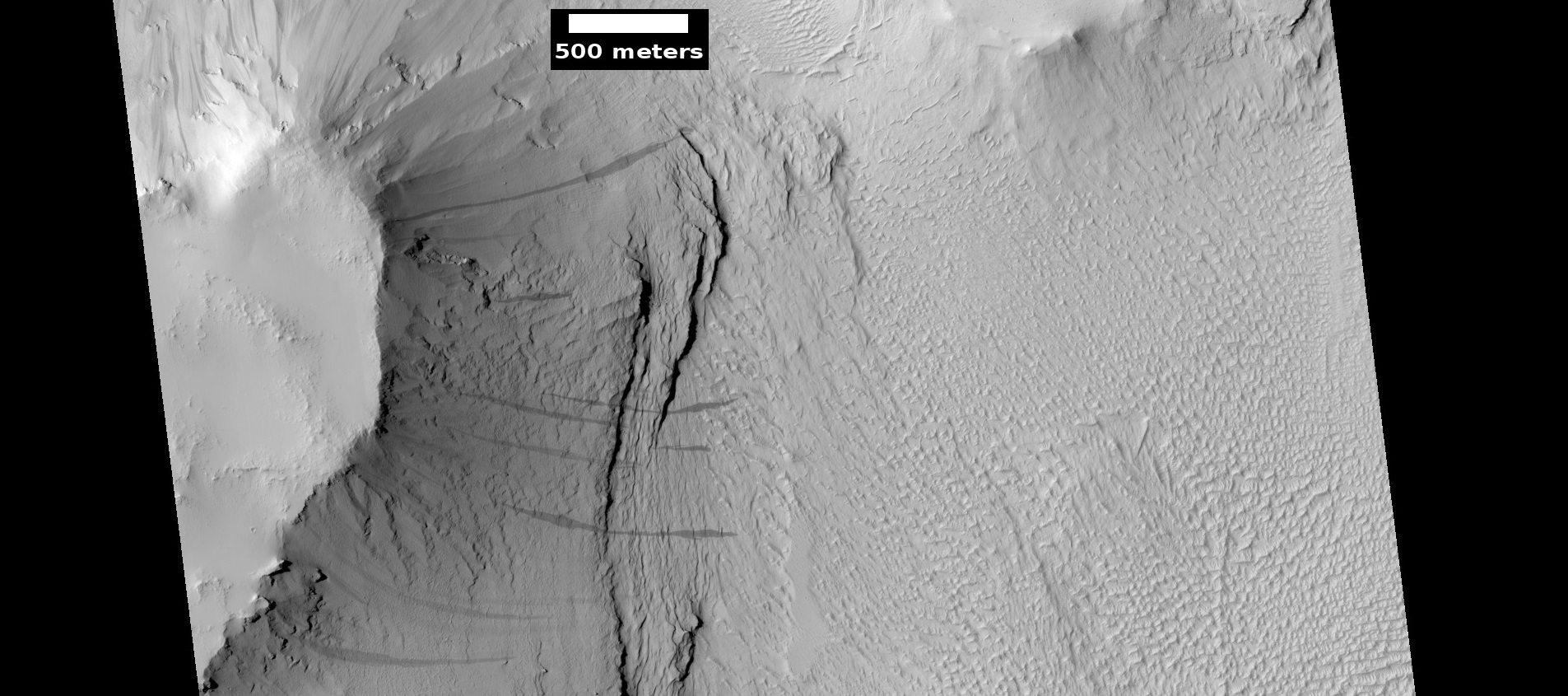
HiWish计划下高分辨率成像科学设备显示的阿拉伯方格区一座底座形撞击坑冠岩下的岩层。该底座形坑位于更大的吉洪拉沃夫撞击坑内。
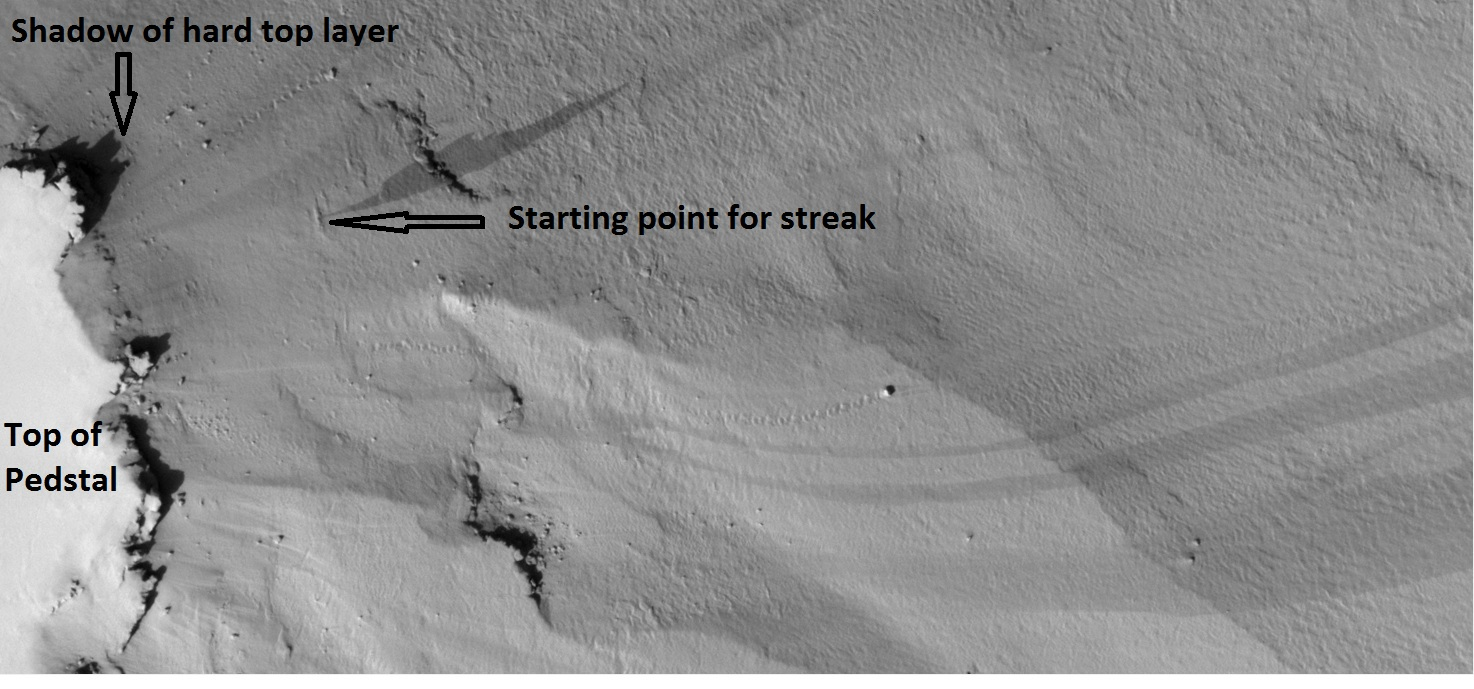
高分辨率成像科学设备在阿拉伯方格区一座底座形撞击坑顶部附近看到的暗坡条纹。
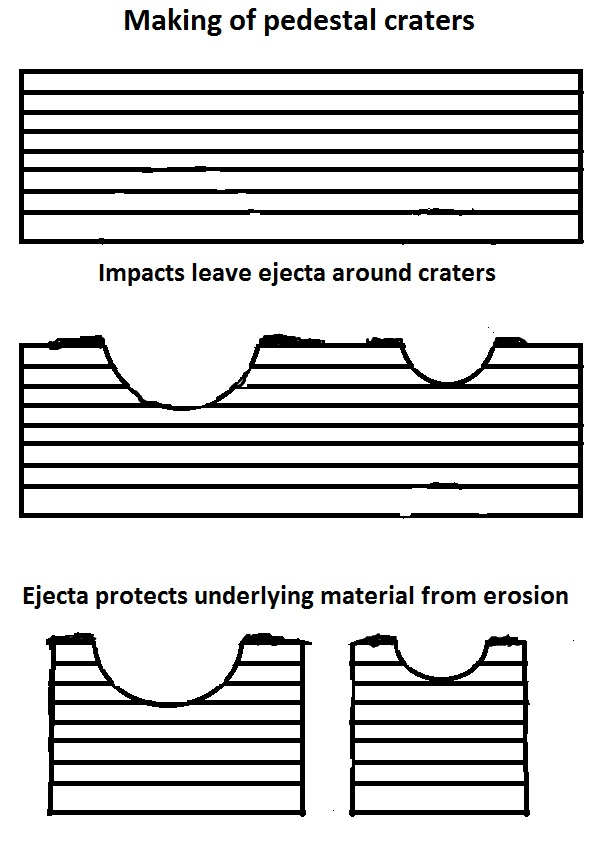
当撞击产生的喷出物保护了下方地层不受侵蚀时，就会形成底座形陨石坑，这一结果使陨石坑高出在周边地形之上。
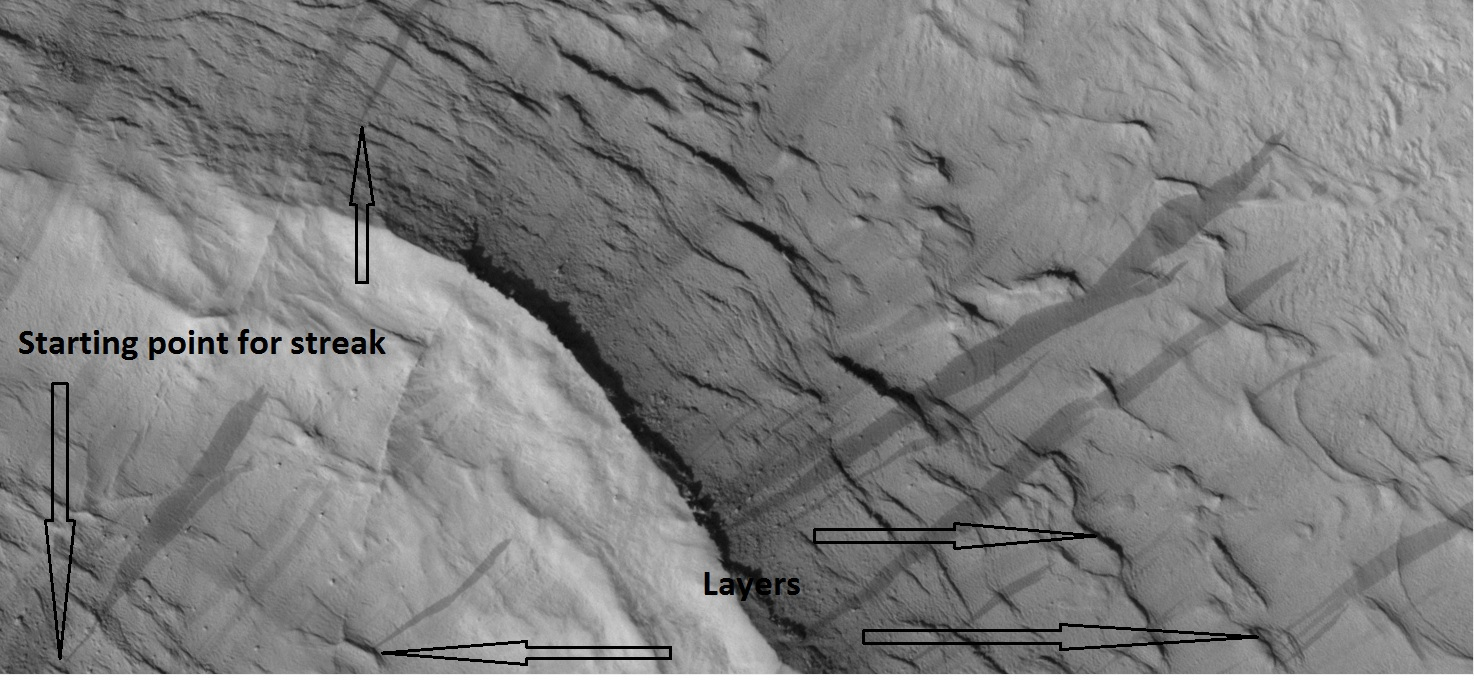
HiWish计划下高分辨率成像科学设备在阿拉伯方格区看到的一座底座形撞击坑附近的暗坡条纹和岩层，这些岩层受到了底座形陨坑的盖岩保护。

## 另请查看
- 阿拉伯方格区
- 火星气候，类地行星的气候模式
- 赤道层状沉积物，火星表面的地质沉积物
- 火星地质，火星表面、地壳和内部的科学研究
- 火星湖泊，火星上湖泊的概述
- 火星勘测轨道飞行器，美国宇航局火星轨道器
- 机遇号火星漫游车——火星漫游车，美国宇航局于2004年发射的火星探测车
- 底座形撞击坑——一種隕石坑類型
- 火星暖坡上的季节性流，也叫重复斜坡线
- 火星水文——行星火星上的水文